# Georges J. F. Köhler

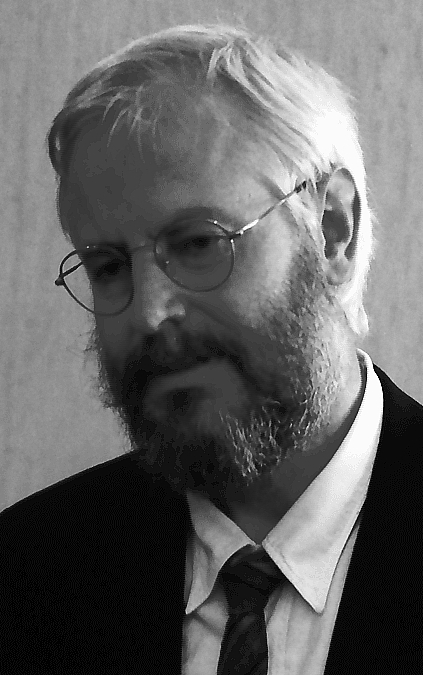
Georges J. F. Köhler (1990)

Georges Jean Franz Köhler (* 17. April 1946 in München; † 1. März 1995 in Freiburg im Breisgau) war ein deutscher Biologe und Nobelpreisträger.

## Familie
Köhler war der Sohn von Karl Köhler und Raymonde Köhler geb. Laporte. 
1968 heiratete Köhler Claudia Reintjes (* 1947), mit der er drei Kinder hatte:
- Katharina (* 1969)
- Lucia (* 1972)
- Fabian (* 1972)

## Leben
1956 zog die Familie von München nach Kehl, wo Köhler das Gymnasium besuchte und 1965 die Abiturprüfung absolvierte.
Nach seinem Abitur in Kehl begann Köhler 1965 ein Studium der Biologie an der Universität Freiburg im Breisgau, das er 1971 mit dem Diplom abschloss. Bedeutend für seine weitere Entwicklung war Professor Rainer Hertel der ihn Fritz Melchers empfahl, der ihn dann als ersten Doktoranden betreute und bei dem Köhler am Institut für Immunologie Basel der Firma Roche über die Enzymologie des Immunsystems forschte. 1974 promovierte er an der Universität Freiburg zum Dr. rer. nat.
Von 1974 bis 1976 war Köhler als Postdoctoral Fellow am British Medical Research Council im Laboratory of Molecular Biology in Cambridge (UK) in der Arbeitsgruppe von César Milstein tätig. Dort entdeckte er zusammen mit Milstein die Möglichkeit zur Bildung monoklonaler Antikörper aus Hybridomzellen durch Zellfusion von B-Lymphozyten mit Myelomzellen. Die Antikörper können zur Bekämpfung von Krebs eingesetzt werden.
Milstein leitete erste Schritte zur Anmeldung eines britischen Patents für das von ihm und Köhler entwickelte Verfahren ein, war dabei aber nicht erfolgreich. 1978 beantragten Hilary Koprowski und Carlo M. Croce vom Wistar Institute for Anatomy and Biology in den Vereinigten Staaten von Amerika eine Patenterteilung für ein Verfahren, für das sie die Entwicklung von Milstein/Köhler verwendet hatten, und 1979/80 wurden zwei US-Patente erteilt. Das Pharmaunternehme Centocor erhielt eine Lizenz. In Großbritannien lösten die US-Patente einen Skandal in der Wissenschaftspolitik aus, da weder Milstein noch das Medical Research Council oder die National Research Development Corporation rechtzeitig das wirtschaftliche Potential des entdeckten Verfahrens erkannt hatten und daher die Früchte der mit Geldern des britischen Staates betriebenen Forschung durch US-Firmen ausgebeutet wurden.
Von 1976 bis 1984 arbeitete Köhler wieder am Institut für Immunologie in Basel, bevor er 1984 zum Direktor am Freiburger Max-Planck-Institut für Immunbiologie berufen wurde. 1984 wurde er Professor an der Universität Freiburg. 
Von 1976 bis 1981 lebte Köhler mit seiner Familie in Lörrach und von 1981 bis 1992 in Efringen-Kirchen,  danach bis zu seinem Tod in Freiburg.
Georges Köhler starb an einer Herzinsuffizienz, nachdem er bereits ein halbes Jahr in Behandlung gewesen war.

## Ehrungen
1981 wurde Köhler mit einem Gairdner Foundation International Award ausgezeichnet. 1984 erhielt er zusammen mit César Milstein und Niels K. Jerne den Nobelpreis für Physiologie oder Medizin und im gleichen Jahr den Albert Lasker Award for Basic Medical Research. 1985 wurde Köhler zum Mitglied der Leopoldina berufen.

## Gedenken
Die Straße an der technischen Fakultät der Uni Freiburg trägt ihm zu Ehren den Namen Georges-Köhler-Allee. In Lörrach und Kehl gibt es jeweils eine Georges-Köhler-Straße.
Die Deutsche Gesellschaft für Immunologie vergibt den Georges-Köhler-Preis.

## Schriften
- César Milstein, G. Köhler: Continuous cultures of fused cells secreting antibody of predefined specificity. In: Nature 256, 495–497 (1975).

Köhler veröffentlichte allein und zusammen mit anderen Autoren zahlreiche Artikel in internationalen Fachzeitschriften in englischer Sprache.